# A.R. Hellquist
Anders Robert Hellquist, född 5 december 1963, är en svensk skådespelare och elitidrottare, flerfaldig svensk mästare i judo och olympisk landslagsman.
Hellquist började sin skådespelarkarriär på 1980-talet när han medverkade i flera filmer av Mats Helge Olsson tillsammans med David Carradine. Han hade huvudrollen i filmen Animal Protector (1990). Han har även medverkat i TV-serierna Anna Holt – Polis och Rederiet.

## Filmografi
- 1989 – The Mad Bunch
- 1989 – Fatal Secret
- 1990 – The Forgotten Wells (även manusförfattare och producent)
- 1990 – Animal Protector
- 1990 – Midnight rescue
- 1994 – Grottmorden (även manusförfattare)
- 1996 – Anna Holt – polis (TV-serie)
- 2000 – Ninja Mission 2000
- 2001 – Farligt förflutet
- 2001 – Rederiet (TV-serie)
- 2002 – Tusenbröder (TV-serie)
- 2010 – Sektor 236 - Tors vrede
- 2012 – Vittra